# Bor (element)
Bór (latinsko borium) je kemijski element, ki ima v periodnem sistemu simbol B in vrstno število 5. Ta trivalentni metaloid v izobilju nastopa v rudi boraks. Obstajata dva alotropa bora; amorfni bor je rjav prah, kovinski bor pa je črn. Kovinska oblika je trdna (9,3 na Mohsovi lestvici) in slabo prevodna pri sobnih temperaturah. V naravi ga nikoli ne najdemo v prosti obliki.
Na2B4O7 - Boraks - talilno sredstvo